# Marie Rose Cavelan
Marie Rose Cavelan, född 1752, död efter 1795, var en plantageägare och upprorsledare på Grenada. 
Hon var dotter till Marianne Lemico från Grenada och Michel Cavelan från Martinique, och beskrivs som en fri färgad; antingen amerindian eller mulatt. Hon gifte sig 1774 med Julien Fédon från Martinique. Både hon och hennes make anges tillhöra klassen av fria färgade på ön. Hon och hennes make var båda framträdande inom öns affärsliv, och köpte och sålde plantager och slavar. Cavelan skötte affärer i sitt eget namn trots att hon var en gift kvinna och därmed formellt omyndig. 
Vid denna tid var Grenada föremål för strider mellan fransmän och britter. Britter ockuperade ön 1763-1779 och från 1784, och utsatte de franska katolikerna för förföljelser för att få dem att lämna ön då de inte litade på dem. För fria färgade tog sig förföljelsen uttryck i ifrågasättanden av deras fria status, krav på att bevisa sin fria status och förbud att engagera sig politiskt. Marie Rose Cavelan blev föremål för en rättsprocess 1787, där hon tvingades bevisa att hon var fri. 
Hon och hennes make var tillsammans ledarna för Fédon's rebellion på Grenada 1795-1796. De hade slutit kontakter med de franska myndigheterna på franska öar och frigett många av sina slavar och värvat dem att delta i upproret mot britterna. Vittnesmål beskrev samstämmigt Marie Rose Cavelan som tydligt aktiv deltagare i upproret. Paret kategoriserades båda av britterna som förrädare. Det är okänt vad som hände med paret efter att upproret nedslogs 1796, men de förmodas ha lyckats fly från ön. Deras egendom konfiskerades sedan av britterna. 